# Аш-э реште
Аш-э реште (перс. آش رشته‎, пушту ایش ريشته‎, азерб. aş) — традиционное иранское, азербайджанское и афганское блюдо. Представляет собой густой суп из бобовых, лапши и пряностей.

## Описание
Это блюдо представляет собой один из популярных видов густого супа («аша»). Его готовят из фасоли (можно добавить чечевицу, горох, спаржевую фасоль) с тонкой лапшой, шпинатом, подсолнечным маслом, листьями свеклы, пряными травами (петрушкой, зеленым луком, кинзой, кориандром, чесноком, сушеной мятой). Зелень, соль и перец обычно предоставляют в конце, а также заправляют мукой.
Иногда перед подачей иранцы добавляют к этому супу курт — молочный продукт, напоминающий кислый йогурт.
В Иране принято преподносить этот суп тому, кто отправляется в дальнее путешествие, поскольку лапша символизирует множество жизненных путей, которые встают перед человеком. Также аш-э реште готовят во время праздников, прежде всего Навруза и Сиздах-бе-дара.